# Mamma Gógó
Mamma Gógó é um filme de drama islando-britano-noruego-teuto-sueco de 2010 dirigido e escrito por Friðrik Þór Friðriksson. 
Foi selecionado como representante da Islândia à edição do Oscar 2011, organizada pela Academia de Artes e Ciências Cinematográficas.

## Elenco
- Kristbjörg Kjeld - Mamma Gógó
- Hilmir Snær Guðnason - diretor
- Gunnar Eyjólfsson
- Margrét Vilhjálmsdóttir
- Ólafía Hrönn Jónsdóttir
- Inga Maria Valdimarsdóttir
- Jóhann Sigurðarson
- Bjarni Ingvarsson